# Dasyhelea cuneata
Dasyhelea cuneata är en tvåvingeart som beskrevs av Remm 1979. Dasyhelea cuneata ingår i släktet Dasyhelea och familjen svidknott.
Artens utbredningsområde är Estland. Inga underarter finns listade i Catalogue of Life.